# Steinmühle (Markt Einersheim)
Steinmühle  (fränkisch: Schdeemühl) ist ein Gemeindeteil des Marktes Markt Einersheim im unterfränkischen Landkreis Kitzingen. Steinmühle liegt in der Gemarkung Markt Einersheim.

## Geographische Lage
Die Einöde Steinmühle befindet sich am Moorseebach. Im Nordosten erhebt sich Markt Einersheim selbst, der Bahnhof an der Bahnstrecke Fürth–Würzburg liegt der Steinmühle am nächsten. Westlich reihen sich weitere Mühlen am Moorseebach auf: Die Schwarzmühle, der Ortsteil Am Wasserhäuschen und die Eselsmühle befinden sich hier. Im Süden beginnt das Gemeindegebiet von Iphofen mit dem Ortsteil Mönchsondheim. Die Einöde liegt am Fränkischen Marienweg.

## Geschichte
Der Name der Mühle verweist auf die natürlichen Begebenheiten in der Umgebung und die wirtschaftliche Nutzung des Gebäudes. So deutet das Bestimmungswort Stein- auf die reichen Gipsvorkommen in der Hellmitzheimer Bucht hin. Hier wurde anstatt Getreide Gips zu Staub zermahlen. Die Mühle war die einzige ihrer Art am Moorseebach und wurde deshalb auch selten unter mehreren Herren aufgeteilt, wie dies bei anderen Mühlen üblich war.
Die Steinmühle ist eine der älteren Mühlen am Moorseebach. Sie wurde bereits im Jahr 1414 erwähnt. Damals starb eine Linie des Geschlechts von Hohenlohe aus und die Besitzungen um Markt Einersheim wurden zwischen der Familie der Schenken von Limpurg und den Grafen zu Castell aufgeteilt, die „Steinmuͤle“ blieb allerdings weiterhin in den Händen der beiden Geschlechter. 1599 wurde Paulus Hoffmann als Müller genannt.
Während des Dreißigjährigen Krieges hatte Einersheim und die Umgebung unter den durchziehenden Truppen der Schweden und der Kaiserlichen zu leiden. Wie die Burg Speckfeld in der Umgebung wurde auch die Steinmühle von den Soldaten niedergebrannt. Erst im Jahr 1701 wurde die Anlage wieder aufgebaut. Initiator war der Dorfherr Georg Eberhard Schenk von Limpurg-Speckfeld, der auch die Mühle in seinem Besitz hatte. Im 19. Jahrhundert kam die Steinmühle in private Hände.
Mit dem Gemeindeedikt (frühes 19. Jahrhundert) wurde Steinmühle dem Steuerdistrikt Einersheim und der Ruralgemeinde Einersheim zugeordnet.

### Ehemaliges Baudenkmal
- Mühle: Erdgeschossiger verputzter Fachwerkbau mit hohem Sockelgeschoss aus Gipssteinen, sechs zu fünf Achsen. Auf einem Eckquader bezeichnet „Johann Wittmann / 1847“. Satteldach mit zwei stehenden Gaupen. Giebelseite unverputztes Fachwerk mit weißen Gefachen und mit Ochsenblut gestrichenen Balken: Gitterfachwerk mit wandhohen und Zweidrittelstreben.[11]

### Einwohnerentwicklung
| Jahr      | 001818 | 001840 | 001861 | 001871 | 001885 | 001900 | 001925 | 001950 | 001961 | 001970 | 001987 |
| Einwohner | 6      | 5      | *      | 6      | 9      | 5      | 5      | 6      | 5      | 8      | 3      |
| Häuser    | 1      | 1      |        |        | 1      | 1      | 1      | 1      | 1      |        | 1      |
| Quelle    | [ 8 ]  | [ 13 ] | [ 14 ] | [ 15 ] | [ 16 ] | [ 17 ] | [ 18 ] | [ 19 ] | [ 20 ] | [ 21 ] | [ 1 ]  |

## Religion
Steinmühle ist seit der Reformation evangelisch-lutherisch geprägt und nach St. Matthäus (Markt Einersheim) gepfarrt.